# Alcelaphus caama
Alcelaphus buselaphus caama là một loài động vật có vú trong họ Bovidae, bộ Artiodactyla. Loài này được É. Geoffroy Saint-Hilaire mô tả năm 1803.

## Hình ảnh

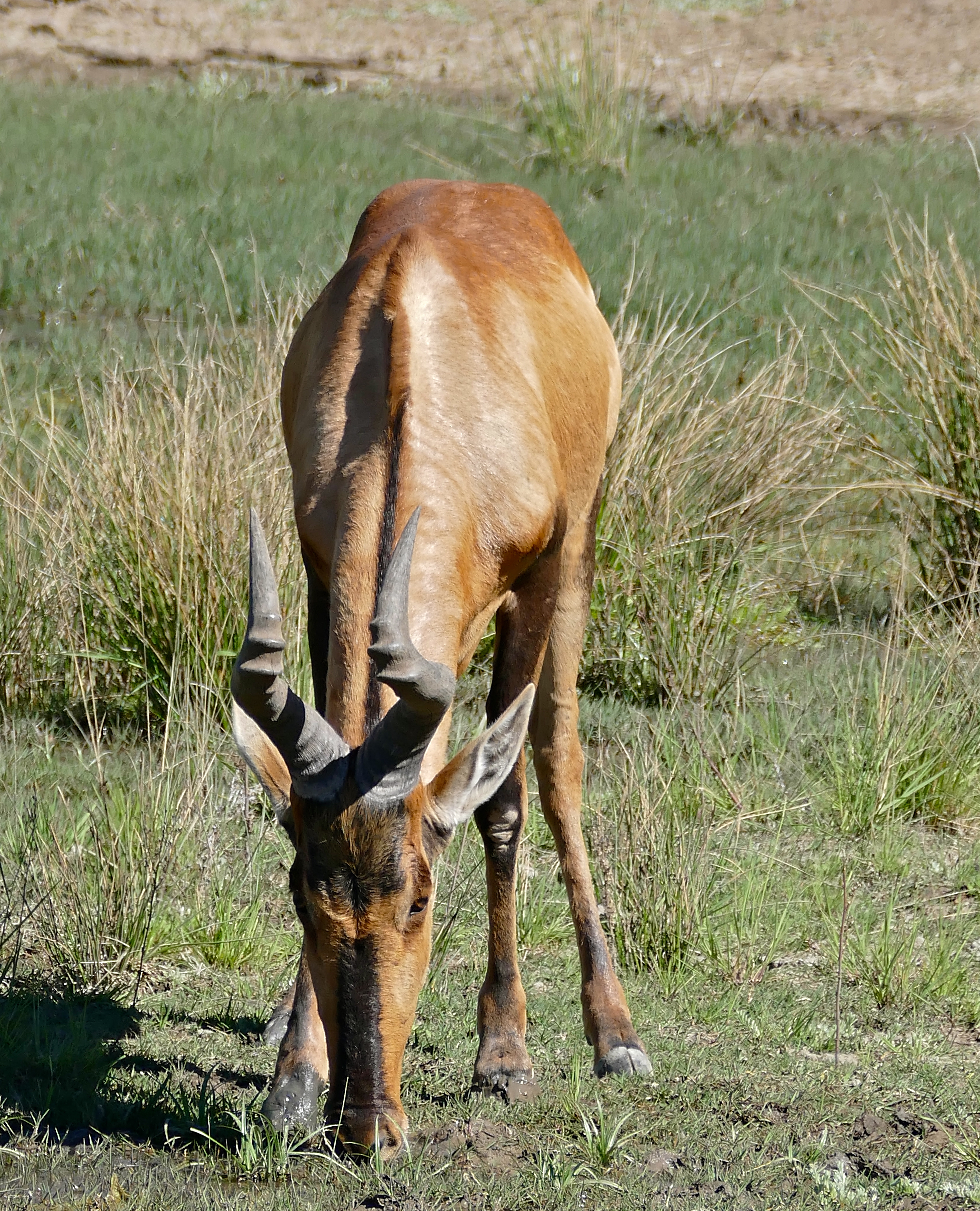
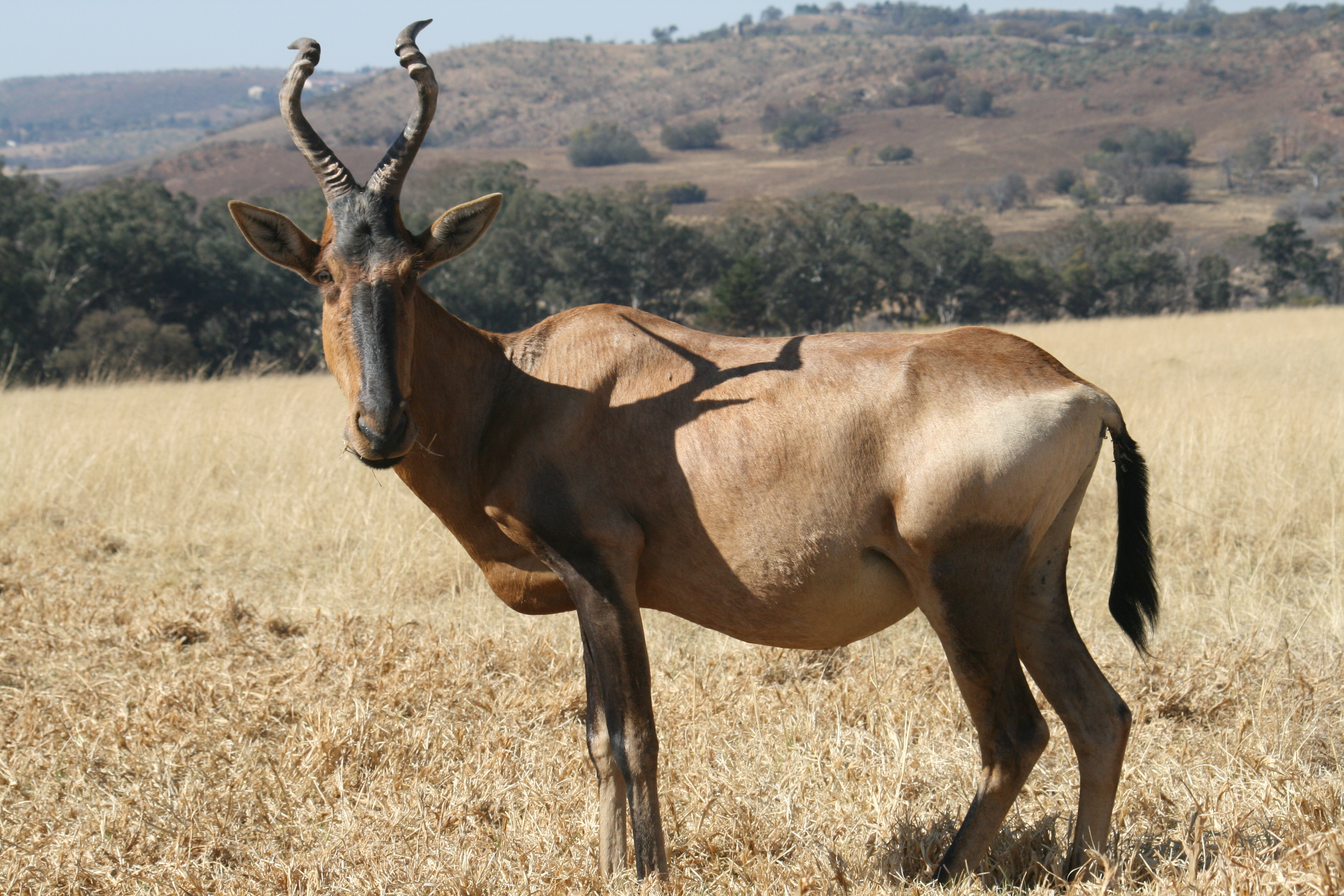
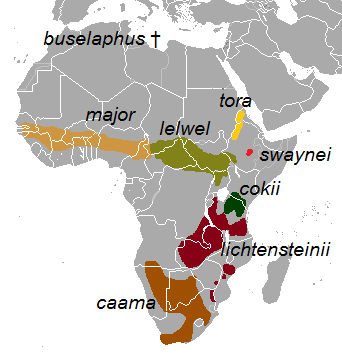
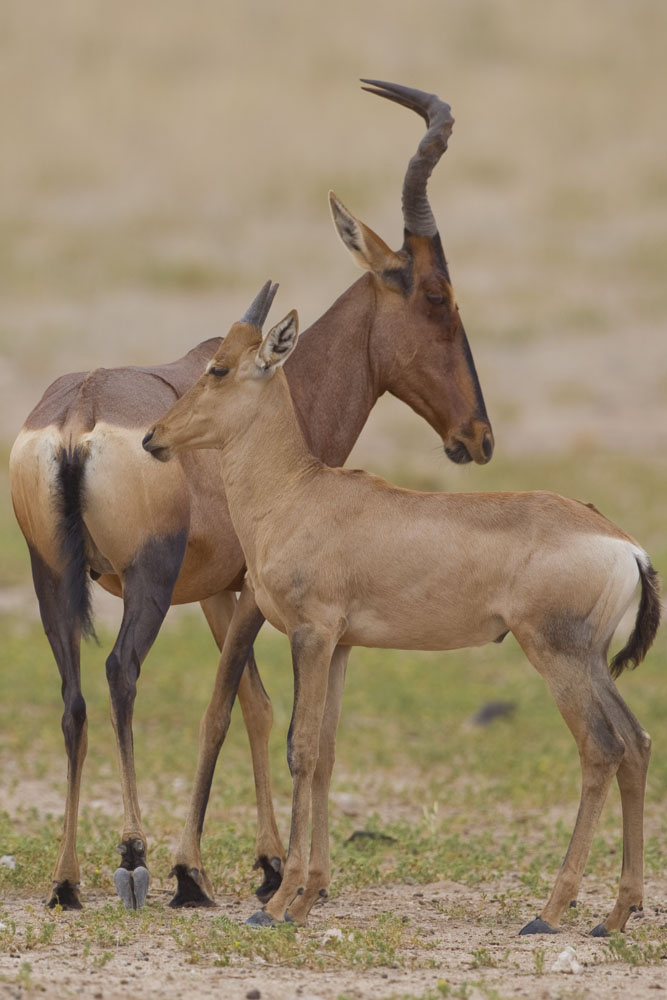
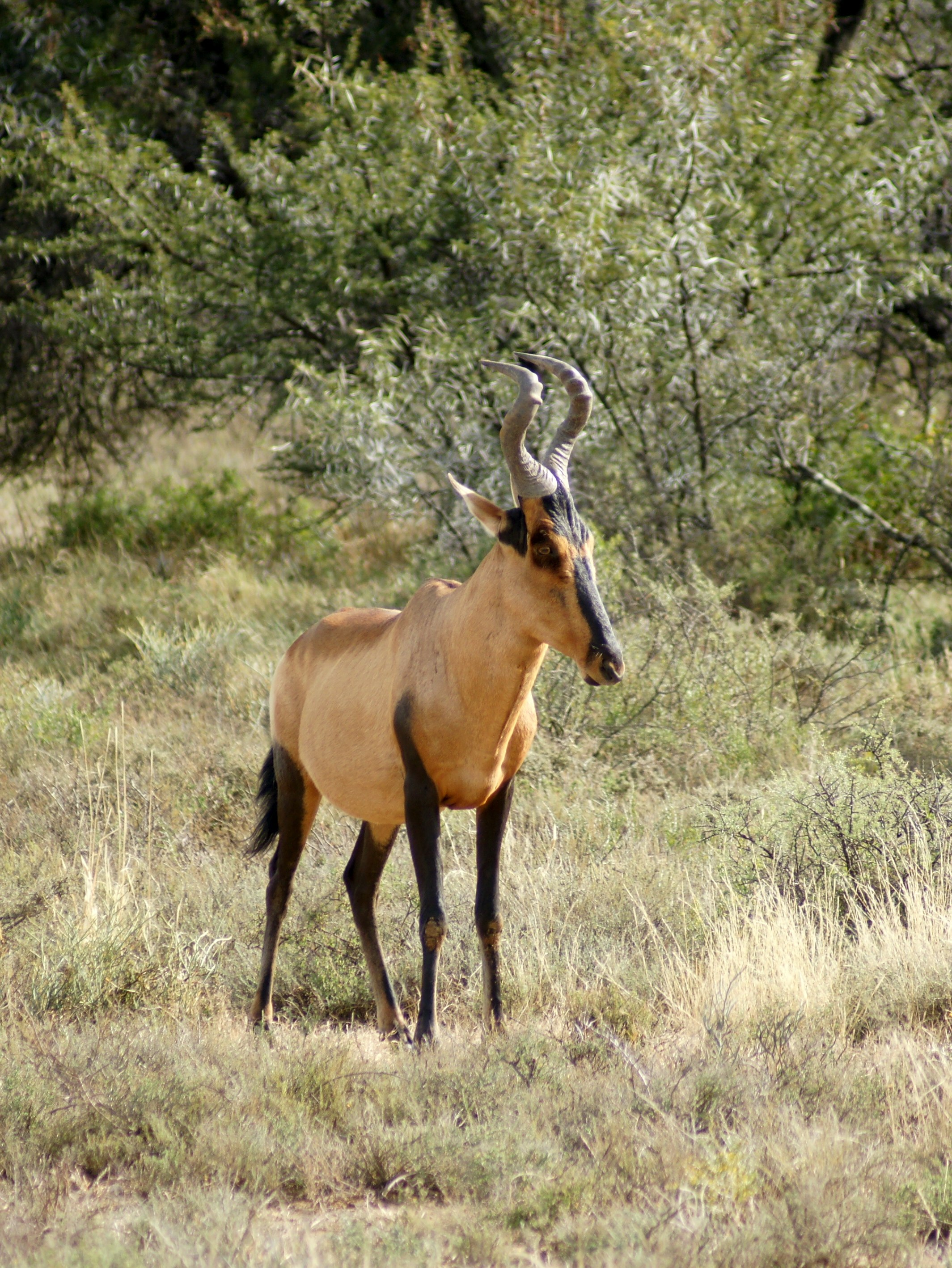
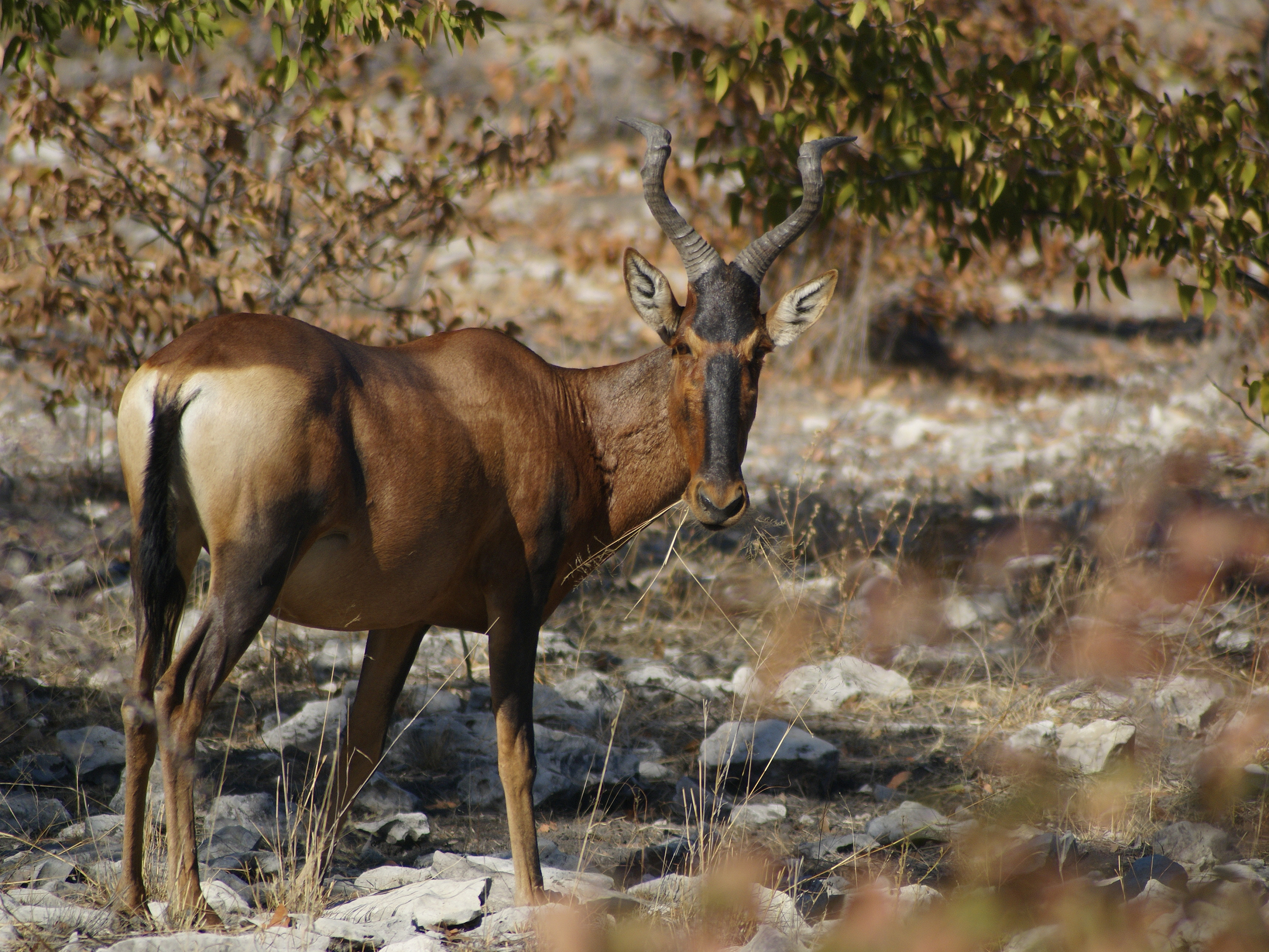